# Olimpiadi degli scacchi del 1992
Le Olimpiadi degli scacchi del 1992 furono la 30ª edizione della competizione organizzata dalla FIDE. Si tennero a Manila, nelle Filippine, dal 7 al 20 giugno. Comprendevano un torneo open e uno femminile.
Furono un'edizione storica perché per la prima volta si presentarono le nazioni nate dal crollo dell'Unione Sovietica e della Jugoslavia (la Serbia fu tuttavia assente), e per la prima volta dopo la fine della seconda guerra mondiale partecipò una rappresentativa unita della Germania.

## Partecipanti
Le seguenti nazioni parteciparono ad entrambi i tornei:
- Algeria
- Angola
- Argentina
- Armenia
- Australia
- Austria
- Bangladesh
- Bosnia ed Erzegovina
- Brasile
- Bulgaria
- Canada
- Cina
- Croazia
- Cecoslovacchia
- Emirati Arabi Uniti
- Estonia
- Filippine
- Finlandia
- Francia
- Galles
- Georgia
- Germania
- Grecia
- India
- Indonesia
- Inghilterra
- Irlanda
- Israele
- Italia
- Kazakistan
- Kirghizistan
- Lettonia
- Lituania
- Malaysia
- Messico
- Moldavia
- Mongolia
- Nigeria
- Norvegia
- Nuova Zelanda
- Paesi Bassi
- Polonia
- Portogallo
- Romania
- Russia
- Scozia
- Seychelles
- Singapore
- Slovenia
- Spagna
- Sri Lanka
- Svezia
- Svizzera
- Turchia
- Turkmenistan
- Ucraina
- Ungheria
- Stati Uniti
- Vietnam

Al solo torneo open parteciparono inoltre:
- Antille Olandesi
- Andorra
- Belgio
- Bermuda
- Botswana
- Brunei
- Cile
- Colombia
- Cipro
- Danimarca
- Egitto
- El Salvador
- Figi
- Guernsey-Jersey[2]
- Hong Kong
- Giappone
- Giamaica
- Islanda
- Fær Øer
- Isole Vergini Americane
- Libano
- Liechtenstein
- Lussemburgo
- Marocco
- Mali
- Malta
- Mauritius
- Nicaragua
- Pakistan
- Palestina
- Papua Nuova Guinea
- Perù
- Porto Rico
- Qatar
- Sudafrica
- San Marino
- Thailandia
- Tunisia
- Uganda
- Uzbekistan
- Zimbabwe

## Torneo open
100 nazioni parteciparono al torneo; le Filippine, come nazione ospitante, poterono schierare tre squadre. Queste erano formate da un massimo di sei giocatori (quattro titolari e due riserve), per un totale di 617 partecipanti. Il torneo venne giocato con la formula del sistema svizzero su 14 turni.
Il torneo fu vinto agevolmente dalle nazioni nate dopo il crollo dell'URSS: in particolare la Russia, che dopo aver preso la testa solitaria della classifica al quarto turno ampliò il suo vantaggio sulla seconda posizione fino ad un massimo di 4,5 punti (al decimo turno). I Paesi Bassi, nonostante una buona prima metà del torneo, subì una serie di sconfitte, lasciando il secondo posto all'Armenia; gli Stati Uniti vennero superati dall'Uzbekistan: quest'ultima, grazie ad una vittoria per 3-1 sulla Lituania, si portò a pari merito con l'Armenia, sconfiggendola poi nello scontro diretto per 2,5-1,5, vincendo infine l'argento grazie ad una vittoria (3-1) su Israele.

### Risultati assoluti
| Pos. | Squadra     | Giocatori | Elo  | Punti |
| ---- | ----------- | --- | ---- | ----- |
|      | Russia      | GM Garri Kasparov, GM Aleksandr Chalifman, GM Sergej Dolmatov,GM Aleksej Dreev, MF Vladimir Kramnik, GM Aleksej Vyžmanavin         | 2648 | 39    |
|      | Uzbekistan  | GM Valerij Loginov, MI Grigory Serper, MI Alexander Nenashev, MI Sergei Zagrebelny, MI Mikhail Saltaev, Saidali Iuldachev          | 2514 | 35    |
|      | Armenia     | GM Rafayel Vahanyan, GM Vladimir Hakobyan, GM Smbat Lpowtyan, MI Artašes Minasyan, MI Aršak Petrosyan, MI Ašot Anastasyan          | 2575 | 34,5  |
| 4    | Stati Uniti | GM Gata Kamskij, MI Aleksej Ermolinskij, GM Yasser Seirawan, GM Larry Christiansen, GM Boris Gul'ko, GM Joel Benjamin              | 2611 | 34    |
| 5    | Lettonia    | GM Aleksejs Širovs, GM Edvins Kengis, GM Aleksandrs Šabalovs, GM Vladimirs Bagirovs, MI Zigurds Lanka, MI Janis Klovāns            | 2566 | 33,5  |
| 6    | Islanda     | GM Jóhann Hjartarson, GM Margeir Pétursson, GM Helgi Ólafsson, GM Jón Árnason, MI Hannes Hlífar Stefánsson, MI Þröstur Þórhallsson | 2544 | 33,5  |
| 7    | Croazia     | GM Mišo Cebalo, GM Krunoslav Hulak, GM Bogdan Lalić, GM Vlatko Kovačević, GM Goran Dizdar, GM Ognjen Cvitan                        | 2523 | 33,5  |
| 8    | Georgia     | GM Zurab Azmaiparashvili, GM Elizbar Ubilav, GM Zurab Sturua, MI Giorgi Giorgadze, GM Gennadi Zaichik, MI Lasha Jangjava           | 2560 | 33    |
| 9    | Ucraina     | GM Vasyl' Ivančuk, GM Oleksandr Beljavs'kyj, GM Oleh Romanyšyn, GM Vjačeslav Ėjnhorn, GM Ihor Novikov, GM Adrian Mychalčyšyn       | 2629 | 33    |
| 10   | Inghilterra | GM Nigel Short, GM Jonathan Speelman, GM Michael Adams, GM John Nunn, GM Murray Chandler, GM Julian Hodgson                        | 2638 | 33    |

### Risultati individuali
Furono assegnate medaglie ai giocatori di ogni scacchiera con le tre migliori percentuali di punti per partita e ai giocatori con le tre migliori prestazioni Elo. Fu assegnato anche il premio per la miglior partita all'incontro Garri Kasparov-Predrag Nikolić giocato nel dodicesimo turno.

#### Premi di scacchiera
|                                | Giocatore                   | Punti            | Partite          | %                |
| Prima scacchiera               | Prima scacchiera            | Prima scacchiera | Prima scacchiera | Prima scacchiera |
| ------------------------------ | --------------------------- | ---------------- | ---------------- | ---------------- |
|                                | GM Garri Kasparov           | 8,5              | 10               | 85,0             |
|                                | MF Yang Xian                | 10               | 12               | 83,3             |
|                                | Alaa-Eddine Moussa          | 10,5             | 13               | 80,8             |
| Seconda scacchiera             |                             |                  |                  |                  |
|                                | GM Jaime Sunyé Neto         | 8                | 10               | 80               |
|                                | Stuart Fancy                | 8                | 10               | 80               |
|                                | MI António Fernandes        | 7                | 9                | 77,8             |
| Terza scacchiera               |                             |                  |                  |                  |
|                                | MI Alexander Nenashev       | 9,5              | 12               | 79,2             |
|                                | GM Smbat Lpowtyan           | 11               | 14               | 78,6             |
|                                | MI Juan Reyes               | 7,5              | 10               | 75,0             |
| Quarta scacchiera              |                             |                  |                  |                  |
|                                | Gustavo Zelaya              | 9                | 10               | 90,0             |
|                                | MI Sergei Zagrebelny        | 8,5              | 11               | 77,3             |
|                                | MI Leon Gostiša             | 8,5              | 11               | 77,3             |
| Quinta scacchiera (1ª riserva) |                             |                  |                  |                  |
|                                | MF Vladimir Kramnik         | 8,5              | 9                | 94,4             |
|                                | Eric Gloria                 | 6                | 7                | 85,7             |
|                                | MI Hannes Hlífar Stefánsson | 7                | 9                | 77,8             |
| Sesta scacchiera (2ª riserva)  |                             |                  |                  |                  |
|                                | GM Ognjen Cvitan            | 8                | 10               | 80,0             |
|                                | GM Julian Hodgson           | 6                | 8                | 75,0             |
|                                | Bazar Hatanbaatar           | 8                | 11               | 72,7             |

#### Miglior prestazione Elo
|  | Giocatore           | Prestazione Elo |
|  | ------------------- | --------------- |
|  | MF Vladimir Kramnik | 2958            |
|  | GM Garri Kasparov   | 2908            |
|  | GM Joël Lautier     | 2758            |

#### Medaglie individuali per nazione
| Nazione            |   |   |   | Totali |
| ------------------ | - | - | - | ------ |
| Russia             | 3 | 1 | 0 | 4      |
| Uzbekistan         | 1 | 1 | 0 | 2      |
| Brasile            | 1 | 0 | 0 | 1      |
| Papua Nuova Guinea | 1 | 0 | 0 | 1      |
| El Salvador        | 1 | 0 | 0 | 1      |
| Croazia            | 1 | 0 | 0 | 1      |
| Hong Kong          | 0 | 1 | 0 | 1      |
| Armenia            | 0 | 1 | 0 | 1      |
| Slovenia           | 0 | 1 | 0 | 1      |
| Filippine          | 0 | 1 | 0 | 1      |
| Inghilterra        | 0 | 1 | 0 | 1      |
| Palestina          | 0 | 0 | 1 | 1      |
| Portogallo         | 0 | 0 | 1 | 1      |
| Perù               | 0 | 0 | 1 | 1      |
| Islanda            | 0 | 0 | 1 | 1      |
| Mongolia           | 0 | 0 | 1 | 1      |
| Francia            | 0 | 0 | 1 | 1      |

## Torneo femminile
Il torneo femminile fu completato da 62 squadre, comprese due delle Filippine (Marocco e Zimbabwe si ritirarono dopo un turno). Ogni squadra poteva essere formata da un massimo di quattro giocatrici (tre titolari ed una riserva); il numero totale di partecipanti fu di 252. Il torneo fu lungo 14 turni e fu giocato con il sistema svizzero.
L'inizio del torneo vide la buona prestazione dell'Ucraina, che restò in testa fino al nono turno, ma poi, a causa di due pareggi (con Romania e Azerbaigian) fu raggiunta dalla Georgia e dalla Cina. Queste tre squadre si contesero i primi tre posti per i successivi turni, finché le georgiane, grazie a due vittorie contro il Kirghizistan (2,5-0,5) e l'Azerbaigina (3-0), guadagnarono un punto di vantaggio sulla Cina prima dell'ultimo turno, mentre l'Ucraina aveva mezzo punto di distacco dalle cinesi. La lotta per l'argento fu decisa dalla sconfitta delle cinesi contro il Kazakistan per 1-2, mentre le ucraine superavano, con lo stesso punteggio, le bulgare.

### Risultati assoluti
| Pos. | Squadra        | Giocatrici                                                                                     | Elo  | Punti |
| ---- | -------------- | ---------------------------------------------------------------------------------------------- | ---- | ----- |
|      | Georgia        | GM Maia Chiburdanidze, GM Nona Gaprindashvili, GMF Nana Ioseliani, GMF Nino Gurieli            | 2460 | 30,5  |
|      | Ucraina        | GMF Alisa Galljamova, GMF Marta Litinskaja, GMF Irina Čeluškina, GMF Lidija Semenova           | 2373 | 29    |
|      | Cina           | GMF Xie Jun, MIF Peng Zhaoqin, MIF Wang Pin, MIF Qin Kanying                                   | 2398 | 28,5  |
| 4    | Ungheria       | GMF Ildikó Mádl, GMF Tunde Csonkics, GMF Zsuzsa Verőci, MIF Julia Horváth                      | 2343 | 26,5  |
| 5    | Russia         | GMF Yulia Demina, MIF Svetlana Prudnikova, MIF Tat'jana Šumjakina, MIF Tat'jana Stepovaja      | 2347 | 26    |
| 6    | Romania        | GMF Cristina Foişor, GMF Daniela Nuţu, MFF Elena-Luminita Radu, MFF Corina-Isabela Peptan      | 2317 | 25    |
| 7    | Azerbaigian    | GMF Ainur Sofieva, MIF Firuza Velikhanli, MFF Ilaha Kadimova, Fanara Babaeva                   | 2293 | 25    |
| 8    | Kazakistan     | MIF Gulnar Sakhatova, Elvira Sakhatova, Lyazzat Tazhieva, MIF Fliura Uskova                    | 2277 | 24,5  |
| 9    | Stati Uniti    | GMF Irina Levitina, GMF Elena Akhmilovskaya, MIF Esther Epstein, Yuliya Levitan                | 2353 | 24,5  |
| 10   | Cecoslovacchia | GMF Eliška Richtrová-Klímová, MIF Jana Hájková-Mašková, Eva Repková, MFF Petra Kišová-Poláková | 2247 | 24    |

### Risultati individuali
Furono assegnate medaglie alle giocatrici di ogni scacchiera con le tre migliori percentuali di punti per partita e alle giocatrici con le tre migliori prestazioni Elo.

#### Premi di scacchiera
|                             | Giocatrice                | Punti            | Partite          | %                |
| Prima scacchiera            | Prima scacchiera          | Prima scacchiera | Prima scacchiera | Prima scacchiera |
| --------------------------- | ------------------------- | ---------------- | ---------------- | ---------------- |
|                             | GM Maia Chiburdanidze     | 11,5             | 13               | 88,5             |
|                             | GMF Alisa Galljamova      | 11               | 14               | 78,6             |
|                             | GMF Xie Jun               | 10               | 13               | 76,9             |
| Seconda scacchiera          |                           |                  |                  |                  |
|                             | MIF Svetlana Prudnikova   | 8,5              | 11               | 77,3             |
|                             | MIF Lindri Juni Wijayanti | 9                | 13               | 69,2             |
|                             | MIF Borislava Borisova    | 8                | 12               | 66,7             |
| Terza scacchiera            |                           |                  |                  |                  |
|                             | GMF Nana Ioseliani        | 10               | 12               | 83,3             |
|                             | GMF Zsuzsa Verőci         | 8,5              | 11               | 77,3             |
|                             | MIF Regina Ribeiro        | 9                | 12               | 75,0             |
| Quarta scacchiera (riserva) |                           |                  |                  |                  |
|                             | Suneetha Wijesuriya       | 6,5              | 8                | 81,3             |
|                             | Rokshana Gulshan          | 5,5              | 7                | 78,6             |
|                             | MIF Qin Kanying           | 8,5              | 11               | 77,3             |

#### Miglior prestazione Elo
|  | Giocatore             | Prestazione Elo |
|  | --------------------- | --------------- |
|  | GM Maia Chiburdanidze | 2692            |
|  | GMF Alisa Galljamova  | 2560            |
|  | GMF Nana Ioseliani    | 2522            |

#### Medaglie individuali per nazione
| Nazione    |   |   |   | Totali |
| ---------- | - | - | - | ------ |
| Georgia    | 3 | 0 | 1 | 4      |
| Russia     | 1 | 0 | 0 | 1      |
| Sri Lanka  | 1 | 0 | 0 | 1      |
| Ucraina    | 0 | 2 | 0 | 2      |
| Indonesia  | 0 | 1 | 0 | 1      |
| Ungheria   | 0 | 1 | 0 | 1      |
| Bangladesh | 0 | 1 | 0 | 1      |
| Cina       | 0 | 0 | 2 | 2      |
| Svezia     | 0 | 0 | 1 | 1      |
| Brasile    | 0 | 0 | 1 | 1      |

## Medagliere
| Nazione            | Torneo open      | Torneo open      | Torneo open      | Torneo open          | Torneo open          | Torneo open          | Torneo femminile | Torneo femminile | Torneo femminile | Torneo femminile     | Torneo femminile     | Torneo femminile     | Totale | Totale | Totale | Totale |
| Nazione            | Torneo a squadre | Torneo a squadre | Torneo a squadre | Medaglie individuali | Medaglie individuali | Medaglie individuali | Torneo a squadre | Torneo a squadre | Torneo a squadre | Medaglie individuali | Medaglie individuali | Medaglie individuali | Totale | Totale | Totale | Totale |
| Nazione            |                  |                  |                  |                      |                      |                      |                  |                  |                  |                      |                      |                      |        |        |        |        |
| ------------------ | ---------------- | ---------------- | ---------------- | -------------------- | -------------------- | -------------------- | ---------------- | ---------------- | ---------------- | -------------------- | -------------------- | -------------------- | ------ | ------ | ------ | ------ |
| Russia             | 1                | 0                | 0                | 3                    | 1                    | 0                    | 0                | 0                | 0                | 1                    | 0                    | 0                    | 5      | 1      | 0      | 6      |
| Georgia            | 0                | 0                | 0                | 0                    | 0                    | 0                    | 1                | 0                | 0                | 3                    | 0                    | 1                    | 4      | 0      | 1      | 5      |
| Uzbekistan         | 0                | 1                | 0                | 1                    | 1                    | 0                    | 0                | 0                | 0                | 0                    | 0                    | 0                    | 1      | 2      | 0      | 3      |
| Brasile            | 0                | 0                | 0                | 1                    | 0                    | 0                    | 0                | 0                | 0                | 0                    | 0                    | 1                    | 1      | 0      | 1      | 2      |
| Papua Nuova Guinea | 0                | 0                | 0                | 1                    | 0                    | 0                    | 0                | 0                | 0                | 0                    | 0                    | 0                    | 1      | 0      | 0      | 1      |
| El Salvador        | 0                | 0                | 0                | 1                    | 0                    | 0                    | 0                | 0                | 0                | 0                    | 0                    | 0                    | 1      | 0      | 0      | 1      |
| Croazia            | 0                | 0                | 0                | 1                    | 0                    | 0                    | 0                | 0                | 0                | 0                    | 0                    | 0                    | 1      | 0      | 0      | 1      |
| Sri Lanka          | 0                | 0                | 0                | 0                    | 0                    | 0                    | 0                | 0                | 0                | 1                    | 0                    | 0                    | 1      | 0      | 0      | 1      |
| Ucraina            | 0                | 0                | 0                | 0                    | 0                    | 0                    | 0                | 1                | 0                | 0                    | 2                    | 0                    | 0      | 3      | 0      | 3      |
| Armenia            | 0                | 0                | 1                | 0                    | 1                    | 0                    | 0                | 0                | 0                | 0                    | 0                    | 0                    | 0      | 1      | 1      | 2      |
| Hong Kong          | 0                | 0                | 0                | 0                    | 1                    | 0                    | 0                | 0                | 0                | 0                    | 0                    | 0                    | 0      | 1      | 0      | 1      |
| Slovenia           | 0                | 0                | 0                | 0                    | 1                    | 0                    | 0                | 0                | 0                | 0                    | 0                    | 0                    | 0      | 1      | 0      | 1      |
| Filippine          | 0                | 0                | 0                | 0                    | 1                    | 0                    | 0                | 0                | 0                | 0                    | 0                    | 0                    | 0      | 1      | 0      | 1      |
| Inghilterra        | 0                | 0                | 0                | 0                    | 1                    | 0                    | 0                | 0                | 0                | 0                    | 0                    | 0                    | 0      | 1      | 0      | 1      |
| Indonesia          | 0                | 0                | 0                | 0                    | 0                    | 0                    | 0                | 0                | 0                | 0                    | 1                    | 0                    | 0      | 1      | 0      | 1      |
| Ungheria           | 0                | 0                | 0                | 0                    | 0                    | 0                    | 0                | 0                | 0                | 0                    | 1                    | 0                    | 0      | 1      | 0      | 1      |
| Bangladesh         | 0                | 0                | 0                | 0                    | 0                    | 0                    | 0                | 0                | 0                | 0                    | 1                    | 0                    | 0      | 1      | 0      | 1      |
| Cina               | 0                | 0                | 0                | 0                    | 0                    | 0                    | 0                | 0                | 1                | 0                    | 0                    | 1                    | 0      | 0      | 2      | 2      |
| Palestina          | 0                | 0                | 0                | 0                    | 0                    | 1                    | 0                | 0                | 0                | 0                    | 0                    | 0                    | 0      | 0      | 1      | 1      |
| Portogallo         | 0                | 0                | 0                | 0                    | 0                    | 1                    | 0                | 0                | 0                | 0                    | 0                    | 0                    | 0      | 0      | 1      | 1      |
| Perù               | 0                | 0                | 0                | 0                    | 0                    | 1                    | 0                | 0                | 0                | 0                    | 0                    | 0                    | 0      | 0      | 1      | 1      |
| Islanda            | 0                | 0                | 0                | 0                    | 0                    | 1                    | 0                | 0                | 0                | 0                    | 0                    | 0                    | 0      | 0      | 1      | 1      |
| Mongolia           | 0                | 0                | 0                | 0                    | 0                    | 1                    | 0                | 0                | 0                | 0                    | 0                    | 0                    | 0      | 0      | 1      | 1      |
| Francia            | 0                | 0                | 0                | 0                    | 0                    | 1                    | 0                | 0                | 0                | 0                    | 0                    | 0                    | 0      | 0      | 1      | 1      |
| Svezia             | 0                | 0                | 0                | 0                    | 0                    | 0                    | 0                | 0                | 0                | 0                    | 0                    | 1                    | 0      | 0      | 1      | 1      |